# セフプロジル
セフプロジル（英：Cefprozil）は第二世代セファロスポリン系抗生物質である。1983年に発見され、1992年に承認され、ブリストル・マイヤーズ スクイブからCefzilという商品名で2010年まで販売されていたが、この商品名での販売は中止された。現在も各社の後発医薬品として使用可能である。咽頭炎、扁桃炎、耳炎、急性副鼻腔炎、慢性気管支炎のbacterial exacerbation、皮膚や皮膚構造の感染症の治療に使用される。現在、錠剤と液体懸濁液として使用可能である。

## 副作用
セファロスポリン系抗生物質とペニシリン系抗生物質の交差アレルギーリスクは10％とされているが、セフプロジルと他の第二世代以降のセファロスポリン系抗生物質については、交差アレルギーのリスクは増加しないことが研究で示されている。最も一般的な副作用は肝検査値の上昇（ASTおよびALGTを含む）、めまい、好酸球増多、おむつかぶれおよび重複感染、genital pruritus、膣炎、下痢、吐き気、嘔吐、腹痛であった。

## 細菌の感受性と耐性スペクトル
現在、Enterobacter aerogenes、Morganella morganii、緑膿菌などの細菌はセフプロジルに耐性であるが、Salmonella entericaの血清型Agonaやレンサ球菌はセフプロジルに感受性である。Brucella abortus、モラクセラ・カタラーリス、肺炎レンサ球菌などのいくつかの細菌は、程度の差こそあれ、セフプロジルに耐性を獲得している。最小発育阻止濃度に関する詳細な情報は、Cefprozil Susceptibility and Resistance Data sheetに記載されている。

## 合成

セフプロジルの合成: 異性体の分離:

中間体(1)の塩化アリルをトリフェニルホスフィンで置換すると、ホスホニウム塩(2)が得られる。この官能性は次にイリドに変換される；アセトアルデヒドとの縮合により、ビニル誘導体(3)が得られる；脱保護されるとセフプロジルが得られる。90:10のZ/E異性体混合物からなる半合成経口セファロスポリン。